# 遠山景光
遠山 景光（とおやま かげみつ、1906年〈明治39年〉7月16日 - 1980年〈昭和55年〉12月20日 ）は、日本の政治家。東京都議会議員、東京都千代田区長などを務めた。千代田区名誉区民。
弟にアールエフラジオ日本会長を務めた遠山景久がいる。
父親は京浜実業家名鑑 寄与者：遠山景澄。

## 経歴
神田神保町出身。1924年に神田三崎町の旧制日本大学中学校（現在の日本大学第一中学校・高等学校）卒業。1936年中央大学専門部商科卒業。その翌年に東京市神田区議会議員に当選。2期務め、区議会副議長にも就く。1947年に東京都議会議員・千代田区議会議員に当選。
1960年5月20日、第4代官選千代田区長に就任。1972年まで3期務めた。
1975年、地方自治法改正により公選が復活。同年4月27日に行われた区長選挙に自民党の推薦を受けて立候補。社会党・共産党・民社党の推薦と公明党の支持を受けた前区長の高橋銑一を破り、当選した。
2期目在任中の1980年12月20日に急性心不全で死去。74歳没。千代田区はその死の翌日に遠山を千代田区初の名誉区民を追贈し、没後の1984年に千代田区役所入口ホールに名誉区民として遠山の肖像画が飾られた。